# Zwarte September (conflict)
Met Zwarte September wordt verwezen naar de septembermaand van het jaar 1970 waarin een conflict tussen de Jordaanse staat en Palestijnse vluchtelingen werd uitgevochten. In de Arabische wereld wordt dit conflict ook wel de periode van betreurenswaardige gebeurtenissen genoemd.
Het conflict begon nadat Palestijnse organisaties de monarchie van koning Hoessein van Jordanië omver probeerden te werpen. De hierop volgende strijd leidde tot veel burgerslachtoffers en verdrijving van de Palestijnse Bevrijdingsorganisatie (PLO) en vele Palestijnen vanuit Jordanië naar Libanon. Het conflict duurde tot juli 1971.

## Aanloop
Na voortdurende confrontaties tussen het Jordaanse leger en Palestijnse verzetsorganisaties kondigde de Jordaanse ministerraad op 10 februari 1970 een decreet af, waarbij het de Palestijnen verboden werd om in de hoofdstad en de grote steden wapens te dragen en demonstraties te houden zonder akkoord van de overheid. De Palestijnse organisaties verwierpen collectief het decreet en dreigden met geweld als het niet werd ingetrokken. Bij gewapende botsingen vielen tientallen doden. Vooraanstaande Jordaanse bedoeïenenleiders drongen aan op een krachtdadig optreden tegen de Palestijnen. Eind februari werd er een akkoord bereikt tussen de Jordaanse koning en Yasser Arafat. De Palestijnen mochten in hun kampen hun militaire opleidingen voortzetten, maar moesten daarbuiten zich aan de Jordaanse wetten houden.
In maart en april liepen de spanningen echter opnieuw op en half april werd een nieuw kabinet gevormd onder premier Talhouni dat gold als pro-Palestijns. Begin juni braken opnieuw gevechten uit tussen het leger en Palestijnse milities waarbij vele doden en gewonden vielen. Ook zou er een mislukte aanslag op koning Hoessein zijn gepleegd. Op 10 juni volgde na overleg tussen de koning en Yasser Arafat een staakt-het-vuren. Dit werd echter verbroken door het Volksfront voor de Bevrijding van Palestina (PFLP) van George Habash, dat twee hotels in Amman bezette en de aanwezigen gijzelde. Na lange besprekingen ging koning Hoessein akkoord om de legercommandant, zijn oom Nasir, en de commandant van de pantserdivisie, Zayd ibn Sjakir, die de Palestijnen vijandig gezind waren, te ontslaan. Er volgde een kabinetswissel en op 10 juli werd er na Arabische bemiddeling in Tripoli een akkoord gesloten tussen een Jordaanse en een Palestijnse delegatie. Hierin werd het recht van de Palestijnen op gewapend verzet tegen Israël erkend. Maar tegelijk moesten ze de Jordaanse regering eerbiedigen en mochten ze geen wapens in het openbaar dragen.
Op 26 juli 1970 aanvaardde Jordanië het Rogers-plan, dat de spanningen tussen Israël en de Arabische landen moest doen afnemen. Dit leidde tot nieuwe spanningen tussen gematigde en radicale Palestijnse organisaties, zoals het Volksfront, die dit plan afwezen. In augustus omcirkelden Jordaanse legereenheden de hoofdstad Amman en de Palestijnse commandokampen Wahlet en Jebel Aghdar daar. Er volgden schermutselingen tussen het leger en Palestijnen. In een radiotoespraak keerde koning Hoessein zich tegen de radicale Palestijnse organisaties en dreigde met militair optreden. Op hun beurt waarschuwden de Syrische en Iraakse regeringen de Palestijnen militair te zullen steunen.

## September 1970
Op 1 september 1970 mislukten verschillende pogingen om de Jordaanse koning te vermoorden en er braken gevechten uit in Amman. In wat bekend staat als de kapingen op Dawson's Field werden op 6 september vier vliegtuigen door het Volksfront voor de Bevrijding van Palestina gekaapt. Een vijfde vliegtuig volgde op 9 september. De passagiers werden gegijzeld. De terreurgroep kondigde aan dat de acties worden uitgevoerd om "de Amerikanen een lesje te leren voor hun jarenlange steun aan Israël". Nadat de niet-Joodse passagiers waren vrijgelaten, werden op 12 september de (lege) vliegtuigen ten overstaan van de internationale pers opgeblazen, tot grote woede van de Jordaanse koning. Op 30 september sloten de Jordaniërs een overeenkomst waarbij de overgebleven gijzelaars werden vrijgelaten in ruil voor Khaled en drie andere PFLP-leden in een Zwitserse gevangenis.
Op 16 september kondigde koning Hoessein de staat van beleg af. Hij benoemde een nieuwe regering onder leiding van generaal Mohammed Dawoed en benoemde maarschalk Habis Majali tot stafchef en militair gouverneur van Jordanië. De twee volgende dagen vielen tanks de hoofdkwartieren van de Palestijnse organisaties in Amman aan. Ook kampen in Irbid, Salt, Sweileh en Zarka werden aangevallen, waarbij geen onderscheid werd gemaakt tussen burgers en strijders. Het leger werd hierin bijgestaan door gewapende bedoeïenenstammen.
Iraakse troepen, die gelegerd waren in Jordanië, kwamen ondanks eerdere dreigementen niet in actie. Op 18 september probeerde Syrië, via het Palestijns Bevrijdingsleger (PLA, een organisatie met nauwe banden met de Syrische overheid), in het conflict in te grijpen. Een groep van de PLA ter grootte van een divisie, uitgerust met tanks, reed Jordanië binnen om de Palestijnen te ontzetten. Amerikaanse hulp werd ingeroepen om de Syrische aanval te keren. De Verenigde Staten oefende diplomatieke druk uit op de bondgenoten van Syrië en op verzoek van de Amerikanen voerde de Israëlische luchtmacht een aantal overflights uit boven de tankcolonne van de PLA. Deze keerde daarop terug naar Syrië. Ook overschreed een Israëlische pantserbrigade de "Paarse Lijn", de oostelijke demarcatielinie van de bezette hoogvlakte van Golan, en verwoeste de zuidelijke sector van de voorste Syrische verdedigingsgordel. 
Op 29 september werden de laatste gegijzelde vliegtuigpassagiers door het leger bevrijd.

## Diplomatie
In Caïro werd met spoed een inter-Arabische conferentie gehouden onder leiding van president Nasser. Ook de leiders van Libië, Libanon, Koeweit, Soedan en Tunesië tekenden present. De nieuwe Jordaanse premier Dawoed, die naar Caïro was gereisd, trad af en op 27 september bereikten koning Hoessein en Yasser Arafat een akkoord. In Jordanië zelf had het leger de overhand bereikt en de grootschalige gevechten eindigden op 6 oktober. Overeenkomstig het akkoord trok het Jordaanse leger zich terug uit Amman en begon de volledige terugtrekking van de Palestijnse commando's. 

## Nasleep
Het kabinet van militairen onder leiding van generaal Dawoed was op 27 september vervangen door een burgerkabinet onder leiding van premier Toekan. Maar eind oktober volgde een nieuwe kabinetswissel en hardliner Wasfi Tal werd door de koning benoemd tot nieuwe premier. Hierop volgden in november en december 1970 nieuwe botsingen tussen het leger en de Palestijnse milities. Begin december veroverde het Jordaanse leger de stad Jerash op de Palestijnen. Ook in 1971 volgden er nog hevige confrontaties. Het conflict leidde uiteindelijk tot meer dan 3.000 doden en 10.000 gewonden. Aan beide zijden werden bewust ook burgers getroffen.
Na de militaire nederlaag van de Palestijnse milities in juli 1971 werd toegestaan dat deze via Syrië naar Libanon trokken. Daar speelden ze later een belangrijke rol in de burgeroorlog. De Palestijnse organisatie Zwarte September werd in 1971 opgericht om zich te wreken op de Jordaniërs. Een van haar eerste acties was de moord op de Jordaanse premier Tal. Later zou de organisatie haar pijlen richten op Israël. 

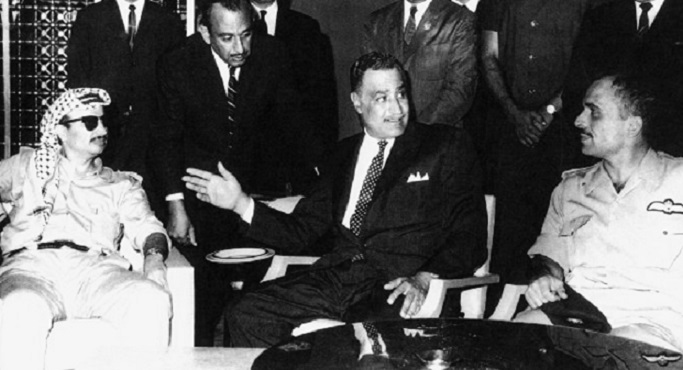
Gamal Abdel Nasser bemiddelt bij onderhandelingen tussen Arafat en koning Hoessein
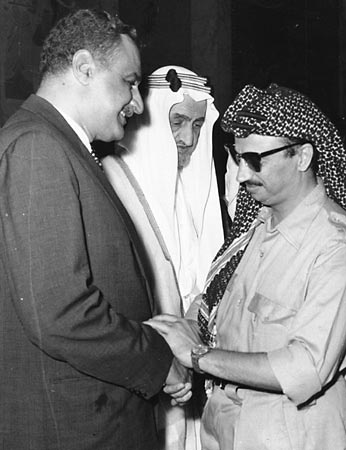
Nasser, Faisal en Arafat
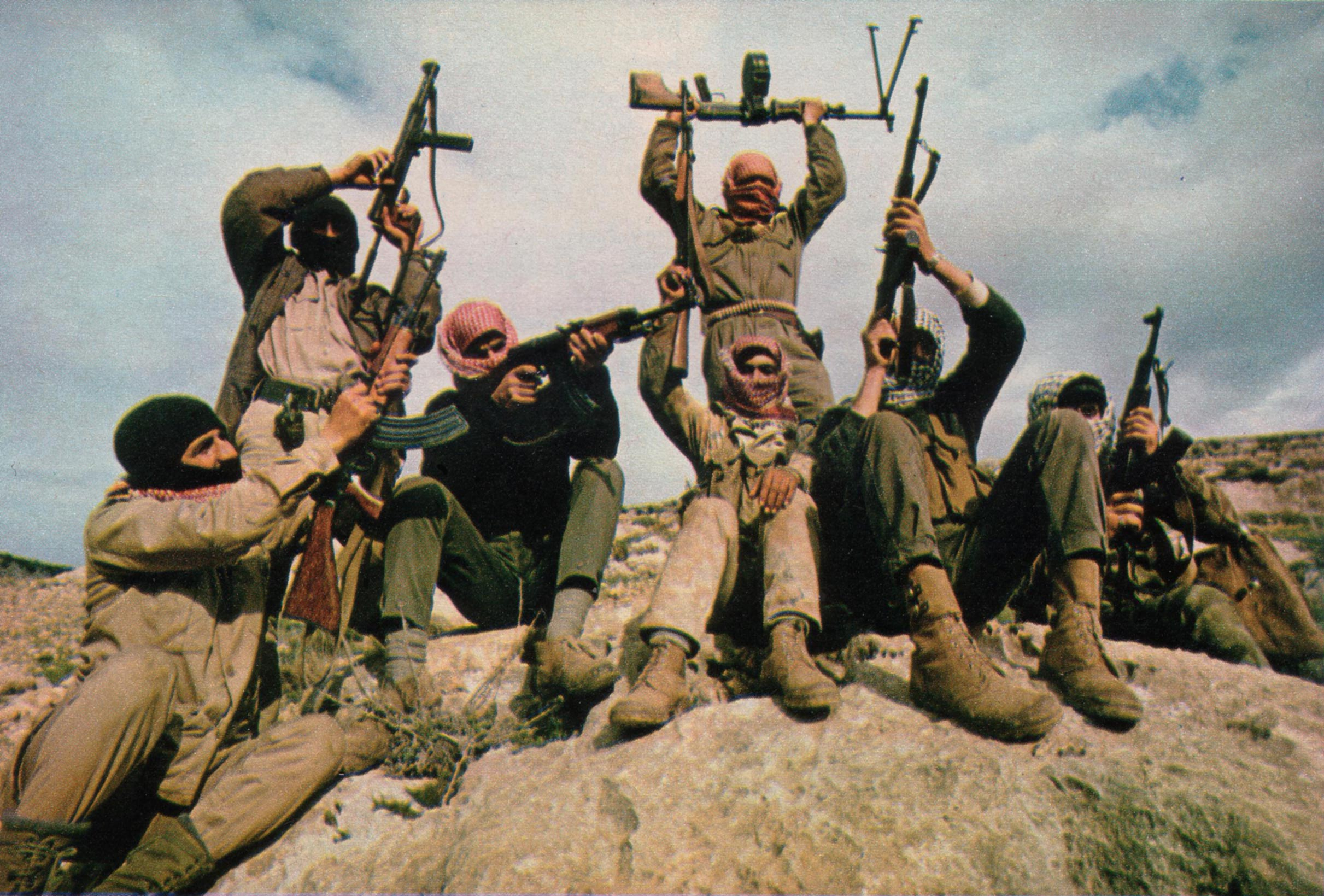
Volksfront voor de Bevrijding van Palestina (PFLP)
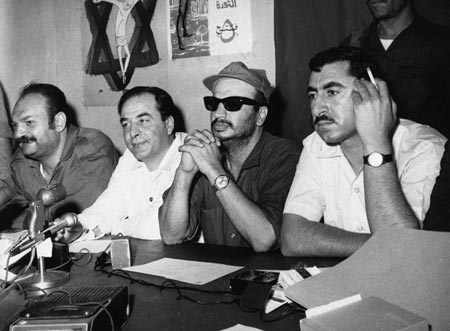
Arafat in Jordanië